# Peter Dinklage
Peter Hayden Dinklage (Morristown, New Jersey, 11. lipnja 1969.), američki filmski, televizijski i kazališni glumac. 

## Životopis

### Filmska karijera
Proslavio se ulogom u filmu The Station Agent (2003.), te je otad glumio u filmovima kao što su Elf (2003.), Underdog (2007.), Find Me Guilty (2006.), Death at a Funeral (2007.) i novoj verziji Death at a Funeral (2010.), te The Chronicles of Narnia: Prince Caspian (2008.). Od 2011. igra ulogu Tyriona Lannistera u seriji HBO-a  Igra prijestolja, snimljenoj prema romanima Georgea R.R. Martina Pjesma leda i vatre, kojom je osvojio nagrade Primetime Emmy za najboljeg sporednog glumca u dramskoj seriji i Zlatni globus za najboljeg sporednog glumca u seriji, miniseriji ili televizijskom filmu.

## Vanjske poveznice
- Peter Dinklage u internetskoj bazi filmova IMDb-u (engl.)
- Peter Dinklage  Arhivirana inačica izvorne stranice od 14. listopada 2012. (Wayback Machine) na Internet Off-Broadway Database
- Peter Dinklage  Arhivirana inačica izvorne stranice od 21. kolovoza 2013. (Wayback Machine) na Emmys.com
- Dan Kois, Peter Dinklage Was Smart to Say No, The New York Times, 29. ožujka 2012.
- Murray, R., Peter Dinklage Talks About "The Station Agent"  Arhivirana inačica izvorne stranice od 14. rujna 2004. (Wayback Machine), About.com
- Dawson, T., Peter Dinklage: The Station Agent, BBC Movies